# 德雷茨 (勃兰登堡州)
德雷茨（德語：Dreetz）是德国勃兰登堡州的一个市镇，隶属于东普里格尼茨-鲁平县。总面积为64.75平方千米，截至2020年总人口为1128人。